# Reigate Priory Football Club
Le Reigate Priory Football Club est un club anglais de football basé à Reigate, dans le comté du Surrey.
Le club est créé en 1870, peu après la création de la fédération d'Angleterre de football. En 1871, Reigate Priory est un des quinze clubs qui participent à la première édition de la Coupe d'Angleterre de football en 1871-1872, mais déclare néanmoins forfait au premier tour contre le Royal Engineers AFC. 

## Histoire
Le Reigate Priory FC participe à l'une des plus anciennes compétitions internationales inter-clubs, le Challenge international du Nord, créé en 1898 et qui regroupe selon les années des clubs belges, français, suisses, néerlandais et anglais. Lors de l'édition de 1910 qui voit s'affronter des clubs français et anglais amateurs, le club bat en finale le Cercle athlétique de Paris sur le score de 3-0.
Le club est un des plus anciens au monde à jouer sur le même terrain qu'à ses débuts.